# 成佳镇 (蒲江县)
成佳镇，是中华人民共和国四川省成都市蒲江县下辖的一个乡镇级行政单位。

## 行政区划
成佳镇下辖以下地区：
圣茶社区、同心社区、麟凤村、友助村、万民村、龙凤村、歧山村和沙楼村。